# فويرتي ديل ري
بلدية فويرتي ديل ري (بالإسبانية: Fuerte del Rey) هي بلدية تقع في مقاطعة خاين التابعة لمنطقة أندلوسيا جنوب إسبانيا.

## الديموغرافيا
بلغ عدد سكان بلدية فويرتي ديل ري 1.381 نسمة عام 2011 (وفقاً للمعهد الوطني للإحصاء الإسباني).
| 1.183 | 1.152 | 1.192 | 1.259 | 1.287 | 1.354 | 1.381 |